# Hirudinea
Con il termine sanguisuga o mignatta vengono comunemente chiamate le specie di Anellidi (vermi segmentati) appartenenti alla sottoclasse Hirudinea. Le sanguisughe vivono generalmente nelle paludi non inquinate delle regioni intertropicali, fino a latitudini moderate.

## Descrizione
Generalmente lunga tra 3 e 10 centimetri, con qualche eccezione come la specie Heamenteria ghilianii, scoperta dal dottor Roy K. Sawyer nella Guiana Francese, in Sud America, che  arriva sino a 30 cm di lunghezza. La locomozione avviene mediante la contrazione dei soli muscoli longitudinali (movimento metamerico) con la coadiuvazione di un paio di ventose presenti su ambedue le estremità corporee. Presentano un'epidermide monostratificata, uno spesso tessuto connettivo e un celoma ridotto e privo di setti. 
La bocca è circolare e provvista di una ventosa con cui si attaccano al corpo di un vertebrato, in genere un mammifero. Le sanguisughe si servono di dentelli calcarei per incidere la cute della vittima e nutrirsi del sangue che ne fuoriesce.  Questa operazione è facilitata da una sostanza anticoagulante (irudina) ed una anestetica che allevia il dolore dell'ospite. Entrambe le sostanze vengono prodotte dalle ghiandole salivari che circondano il breve faringe. Il tubo digerente non è rettilineo, bensì dotato di numerosi diverticoli. Questa caratteristica consente all'animale di incamerare e conservare un quantitativo notevole di sangue e quindi di resistere a lunghi periodi di digiuno.

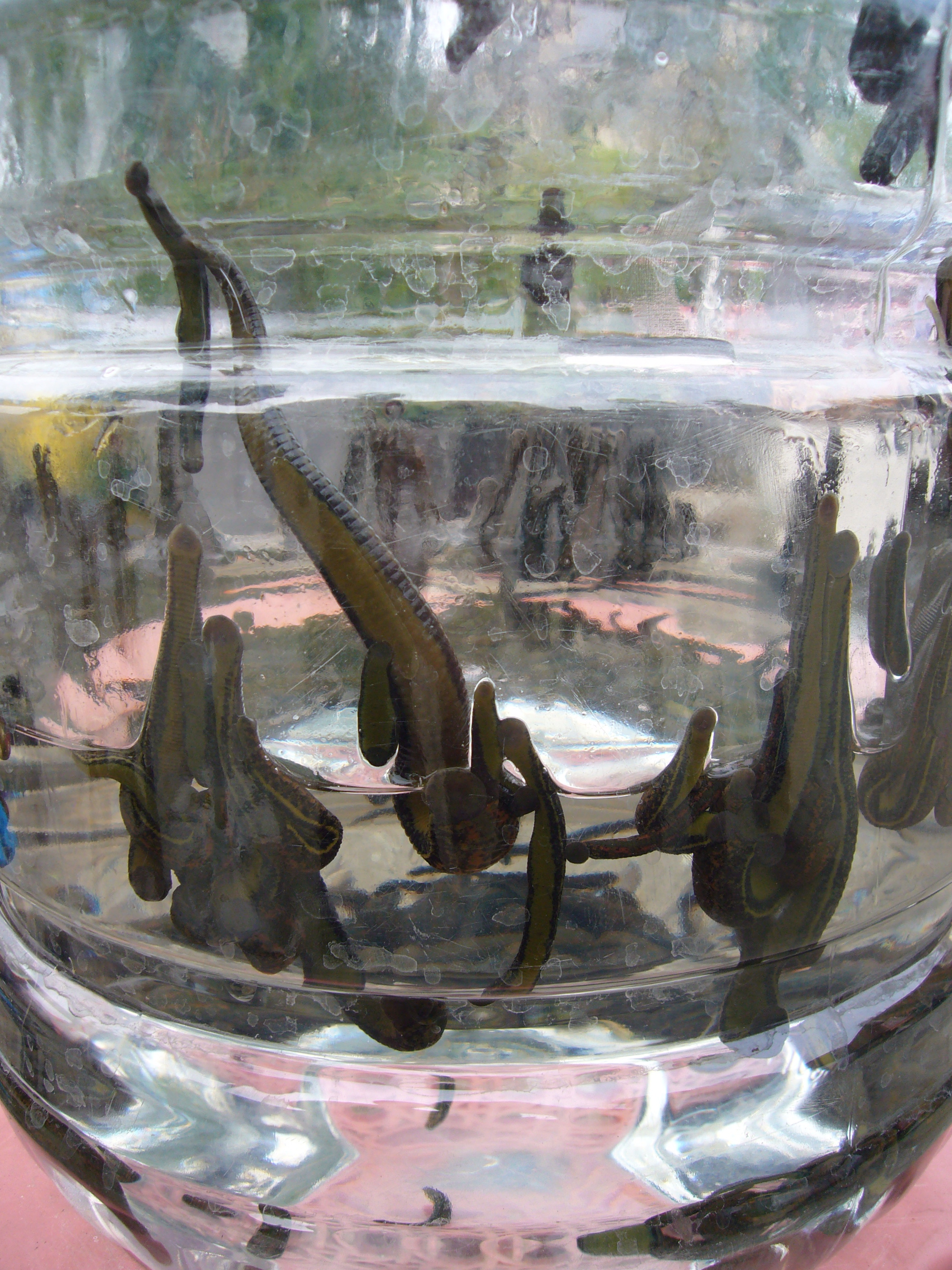
Sanguisughe

Gli Irudinei sono ectoparassiti ematofagi di animali a sangue caldo e vivono nelle acque dolci. Un tipico rappresentante è Hirudo medicinalis, la comune sanguisuga dei nostri climi.
La metameria non è così evidente, almeno dall'esterno, tuttavia il corpo delle sanguisughe è composto normalmente da 34 segmenti. A sua volta ogni metamero è suddiviso, ma solo esternamente, in tre-cinque anelli. Inoltre, a differenza degli oligocheti, il clitello è visibile solamente durante il periodo di riproduzione.

### Uso in medicina
La medicina galenica le usava volentieri come moderata terapia ablativa. Esse venivano conservate in vasi di grès, contenenti argilla umida, in vasi di maiolica, contenenti acqua e ricoperti con una tela poco fitta, o in un apparecchio conosciuto come palude portatile. In tempi moderni vengono usate raramente in chirurgia plastica ricostruttiva per promuovere la guarigione da interventi e per impedire cheratosi. Per scopi terapeutici si usano delle Hirudo medicinalis, che provengono da colture controllate.
L'invertebrato viene attaccato sulla parte interessata e inizia a succhiare il "sangue sporco" affinché questo si purifichi.
Altro tipico uso: per provocare la produzione di rinnovo dei globuli rossi, ad esempio in presenza di eccesso di ferritina pregresso, non patologico.
Un tempo utilizzate per salassi, oggi se ne sfrutta la saliva contenente elementi anticoagulanti (principalmente irudina), anestetici, vasodilatatori (simili a istamina) e antibiotici.